# COVID-19 в Бурунди
Первые случаи заражения COVID-19 в Бурунди были выявлены 31 марта вечером.

## Хронология

### Март
31 марта заразилось 2 человека, возрастом 56 лет и 42 года, оба незадолго до заражения вернулись из-за границы: из ОАЭ и Руанды. Они помещены в больницы в Бужумбре.
| COVID-19 случаев в Бурунди () Смертей Выздоровлений Заболевших                                   | COVID-19 случаев в Бурунди () Смертей Выздоровлений Заболевших | COVID-19 случаев в Бурунди () Смертей Выздоровлений Заболевших | COVID-19 случаев в Бурунди () Смертей Выздоровлений Заболевших | COVID-19 случаев в Бурунди () Смертей Выздоровлений Заболевших |
| ------------------------------------------------------------------------------------------------ | -------------------------------------------------------------- | -------------------------------------------------------------- | -------------------------------------------------------------- | -------------------------------------------------------------- |
| Дата                                                                                             | Дата                                                           |                                                                | Всего случаев ▲(прирост)                                       | Всего смертей ▲(прирост)                                       |
| 2020-03-31                                                                                       | 2020-03-31                                                     |                                                                | 2                                                              |                                                                |
| 2020-04-02                                                                                       | 2020-04-02                                                     |                                                                | 3(+50%)                                                        |                                                                |
| 2020-04-11                                                                                       | 2020-04-11                                                     |                                                                | 5(+34%)                                                        |                                                                |
| 2020-04-13                                                                                       | 2020-04-13                                                     |                                                                | 5(+34%)                                                        | 1(н/д)                                                         |
| 2020-04-20                                                                                       | 2020-04-20                                                     |                                                                | 5(0%)                                                          | 1(=)                                                           |
| 2020-04-22                                                                                       | 2020-04-22                                                     |                                                                | 12(120%)                                                       | 1(=)                                                           |
| 2020-05-03                                                                                       | 2020-05-03                                                     |                                                                | 15(25%)                                                        | 1(=)                                                           |
| Источники: - https://coronavirus-control.ru/coronavirus-burundi/ - ситуация с COVID-19 в Бурунди |                                                                |                                                                |                                                                |                                                                |

### Апрель
2 апреля был выявлен третий случай заболевания COVID-19 в стране, остальные 22 теста оказались отрицательными, сообщает министерство здравоохранения.
11 марта заразилось ещё 2 человека.
13 апреля в стране была зафиксирована первая смерть в стране, ранее пациент находился в отделении интенсивной терапии и умер от осложнений, связанных с другими патологиями, сообщил пресс-секретарь министра здравоохранения Бурунди.
20 апреля вылечилось 4 человека, после чего в Бурунди не осталось больных.
22 апреля заразилось 6 человек, суточный прирост составил 120 %.

### Май
3 мая заразилось 4 человека, вылечилось 3.

## Карантинные меры
12 марта правительство Бурунди ввело карантин для людей, приезжающих в страну из Европейского союза и других стран наиболее пострадавших от COVID-19, включая Иран и Китай, в этот же день на карантин отправили 32 человека. Они находились в здании гостиницы в Бужумбре. Также в Бузанзе было начато строительство специального лечебного учреждения.

## Действия правительства
Правительство Бурунди обратилось ко всем предприятиям и учреждениям, призывая их ввести в действие средства для мытья рук и сообщать о любых подозрительных случаях заболевания людей. Министерство здравоохранения сообщило, что эта мера направлена на предотвращение распространения вируса на территории Бурунди.
Руководитель отдела информации, образования и коммуникации Министерства здравоохранения, заявил, что руководство страны считает необходимым введение карантина для защиты граждан от распространения COVID-19.